# Stevie Richards
Michael Manna (nascido em 9 de outubro de 1971) é um profissional estadunidense de wrestling profissional. Atuou na WWE, lutando no programa ECW com o nome Stevie Richards. Manna já tinha lutado antes para a Extreme Championship Wrestling (ECW) e na World Championship Wrestling (WCW) no inicio de carreira.
Foi despedido da WWE em 15 de agosto de 2008.
Atualmente trabalha na TNA como dr stevie